# گوژپشتی
گوژپُشتی با نام علمیِ کیفوز یا کایفوزیس (به انگلیسی: Kyphosis) گونه‌ای نقص است که در آن ستون فقرات به علل مختلفِ مادرزادی یا اکتسابی دچار افزایش قوس غیرطبیعی در ناحیهٔ سینه‌گاهی (Thoracic) می‌شود. البته گوژپشتی در ناحیه گردنی یا کمری هم ممکن است به‌وجود آید، اما معمول میزان آن به‌اندازه‌ای نیست که سبب از بین رفتن کامل تورفتگی گردنی و کمری شود؛ ازاین‌رو این واژه بیشتر برای ناحیهٔ سینه‌ای کاربرد دارد.
در برخی از افراد ممکن است میزان آن به‌اندازه‌ای کم باشد که با ورزش رفع شود؛ اما در مواردی که مقدار آن در رادیوگرافی ستون فقرات کمتر از ۴۰ درجه باشد با کمک ارتز (معمولاً ارتز یا بریس میلواکی) در قبل از سن بلوغ قابل رفع است در حالتی که میزان قوس بیشتر از ۴۰ درجه باشد یا در زمان مراجعه بیمار بالغ باشد معمولاً تنها راه درمان قطعی عمل جراحی است.
انحنای کمر به داخل، لوردوز نامیده می‌شود.